# Baima
Baima (chữ Tạng: པད་མ་རྫོང་; Wylie: pad ma rdzong; ZWPY: baima zong; tiếng Trung: 班玛县; bính âm: Bānmǎ Xiàn, Hán Việt: Ban Mã huyện) là một huyện thuộc châu tự trị dân tộc Tạng Golog (Quả Lặc), tỉnh Thanh Hải, Trung Quốc.. Huyện lị là hương Moba (莫巴乡).

### Trấn
- Tát Lai Đường (赛来塘镇)

### Hương
| - Đa Cống Ma (多贡麻乡) - Mã Kha Hà (玛柯河乡) - Cát Khải (吉卡乡) - Đạt Khải (达卡乡) | - Tri Khâm (知钦乡) - Giang Nhật Đường (江日堂乡) - Á Nhĩ Đường (亚尔堂乡) - Đăng Tháp (灯塔乡) |